# Poecilostreptus
Poecilostreptus – rodzaj ptaków z podrodziny tanagr (Thraupinae) w rodzinie tanagrowatych (Thraupidae).

## Zasięg występowania
Rodzaj obejmuje gatunki występujące w Ameryce Centralnej i północno-zachodniej części Ameryki Południowej.

## Morfologia
Długość ciała 14–15 cm, masa ciała 30–32,6 g.

## Systematyka

### Etymologia
Poecilostreptus: gr. ποικιλος poikilos „srokaty, cętkowany”; στρεπτος streptos „obroża, naszyjnik”, od στρεφω strephō „skręcać”.

### Podział systematyczny
Takson wyodrębniony z Tangara. Do rodzaju należą następujące gatunki:
- Poecilostreptus cabanisi (Sclater,PL, 1868) – tangarka lazurowa
- Poecilostreptus palmeri (Hellmayr, 1909) – tangarka srokata